# Borzęcin Mały
Borzęcin Mały (prononciation : [bɔˈʐɛnt͡ɕin ˈmawɨ]) est un village polonais, situé dans la gmina de Stare Babice de la Powiat de Varsovie-ouest et dans la voïvodie de Mazovie dans le centre-est de la Pologne.
Il se situe à environ 10 kilomètres à l'ouest de Stare Babice, 6 kilomètres à l'ouest d'Ożarów Mazowiecki et à 20 kilomètres à l'ouest de Varsovie.
Le village a une population de 351 habitants en 2010.